# Länsväg X 531
Länsväg X 531 är en övrig länsväg i Gävle kommun i Gävleborgs län som går mellan Riksväg 56 vid byn Stackbo och Länsväg X 509 vid byn Hästbo. Vägen är 13 kilometer lång, asfalterad och passerar bland annat byarna Jordåsen och Laggarbo.
Hastighetsgränsen är i huvudsak 70 kilometer per timme förutom kortare sträckor vid Stackbo, Jordåsen, Laggarbo och Hästbo där den är 50.
Längs hela sträckan heter vägen Laggarbovägen.
Vägen ansluter till:
- Riksväg 56 (vid Stackbo)
- Länsväg X 509 (vid Hästbo)